# Purplay
Purplay (hangul: 퍼플레이) är en sydkoreansk tjejgrupp bildad 2013 av Purplei Entertainment som för närvarande är inaktiv.
Gruppen bestod senast av de fyra medlemmarna Woomi, Jiyo, Eeple och Seolha.

## Medlemmar
| Artistnamn   | Artistnamn | Födelsenamn  | Födelsenamn | Födelsedatum     |
| Romanisering | Hangul     | Romanisering | Hangul      | Födelsedatum     |
| ------------ | ---------- | ------------ | ----------- | ---------------- |
| Woomi        | 우미       | Kang Woo-mi  | 강우미      | 30 april 1992    |
| Jiyo         | 지요       | Park Ji-yo   | 박지요      | 20 februari 1993 |
| Eeple        | 이플       | Moon Hye-mi  | 문혜미      | 28 februari 1993 |
| Seolha       | 설하       | Seol Ah-reum | 설아름      | 27 januari 1994  |

## Diskografi

### Singlar
| År   | Titel               | Topplacering          |
| År   | Titel               | Sydkorea (Gaon Chart) |
| ---- | ------------------- | --------------------- |
| 2013 | "Love and Remember" | —                     |